# المراحب (يريم)

تعديل مصدري - تعديل

المراحب هي إحدى قرى عزلة ارياب بمديرية يريم التابعة لمحافظة إب، بلغ تعداد سكانها 1139 نسمة حسب تعداد اليمن لعام 2004.